# Кисляки (Краснинский район)
Кисляки — деревня в Краснинском районе Смоленской области России. Входит в состав Мерлинского сельского поселения. Население — 10 жителей (2007 год). 
Расположена в западной части области в 7 км к востоку от Красного, в 5 км южнее автодороги Р135 (Смоленск - Красный - Гусино), на берегу реки Ветесна. В 20 км северо-западнее деревни расположена железнодорожная станция Велино на линии Москва — Минск. 

## История
В годы Великой Отечественной войны деревня была оккупирована гитлеровскими войсками в июле 1941 года, освобождена в сентябре 1943 года.

## Достопримечательности
На вершине водонапорной башни располагается гнездо белых аистов, в котором почти каждой весной поселяется пара птиц и выращивает потомство.